# Korshällevattnet
Korshällevattnet är en sjö i Lilla Edets kommun i Bohuslän och ingår i Göta älvs huvudavrinningsområde. Korshällevattnet ligger i Valdalsbergens naturreservat som ingår i nätverket  Natura 2000.